# 商颂大街街道
商颂大街街道是中华人民共和国河南省安陽市文峰区下辖的一个街道办事处。

## 行政区划
商颂大街街道下辖以下村级行政区划单位：
后营村社区、杜官屯社区、中所屯社区、小马屯村、小官庄村、北小庄村和王官屯村。